# 下村彦右衛門
下村 彦右衛門（しもむら ひこえもん、元禄元年（1688年） - 延享5年4月18日（1748年5月15日）。下村彦右衛門兼雄とも。）は江戸時代の京都の商人。後年は正啓の号を名乗った。下村家の中興の祖であり、大手百貨店大丸の前身となる古着商、呉服商を発展させた。

## 来歴
彦右衛門は元禄元年（1688年）、現在の京都市伏見区京町北八丁目に、父三郎兵衛兼誠と母須磨の間に第5子、三男として生まれる。幼名は竹兵衛といった。家業は、彦右衛門の祖父久左衛門の代からの古着商の「大文字屋」を営んでいたが、派手好きと、貧しい人に惜しみなく与える性分から次第に困窮していった。長男の善右衛門は家業を立て直すことを期待されたが、元禄16年（1703年）に死去。次男の長右衛門は京都の宮川町に質店と貸衣装店を始め、彦右衛門は元禄12～13年ごろにその店で商売の見習いをした。19歳の頃、大文字屋を継いで京都への行商を始めた。
宝永7年（1710年）、村上光と結婚し、長男の正甫をもうけたが5年後に離婚。享保2年（1717年）に、伏見に小さな店舗を構えた。大丸は、これをもって同社の創業としている。古着は古手とも呼ばれ、庶民の衣料の必需品であったが、取扱品は呉服に切り替えてゆく。享保5年（1720年）には、12歳下の政と再婚した。彦右衛門が33歳、政が21歳の時である。享保11年（1726年）、近所の同業者の八文字屋周防甚右衛門を誘い、伏見京橋に共同店舗を計画したが、甚右衛門の父親の勧めにより「天下の台所」として発展する大阪の心斎橋筋に空き家を借り受け、共同で「相合呉服店」を開いた。この店は一年余りあとに彦右衛門が買い取り、大文字屋の名義とした。
伏見の薬商山城屋仁右衛門より、名古屋に売薬の延寿丹の取次店を出すことを頼まれ、本町に店を開く。この店は繁盛したが、本業の呉服の商いに注力するため薬店を他人に譲り、向かいの3軒を買い入れて享保13年（1728年）11月に呉服卸商名古屋店（）を開いた。このときに、「大丸屋」の屋号を名乗る。翌年には「正味札付き現金掛け値なし」の看板を掲げ、呉服小売業に転換した。その繁盛ぶりに、地元の商人は大丸屋を名古屋から立ち退かせるか、商売替えをさせるよう奉行所へ陳情するほどであった。
享保14年（1729年）に京都綾小路柳馬場に仕入店（）、享保19年（1734年）には西陣織の仕入れを目的として京都の今出川大宮に上之店（）を開設。元文元年（1736年）には東洞院船屋町に敷地を買い入れ、その翌年に総本店（）を新築した。仕入店は総本店に統合されている。寛保元年（1741年）には、烏丸上長者町の染物屋「小紅屋」を買収し、衣類の加工工程を備えた。寛保3年（1743年）には江戸の大伝馬町に進出。その年に彦右衛門は江戸店を含めすべての権限を正甫に託し、隠居する。東山小松谷の別荘や、延享4年（1746年）に現在の大丸京都店の西隣にあたる四条長刀鉾町に建てた隠居宅で、読書や茶の湯などで老後の暮らしを楽しんだ。1747年の春ごろより体調を崩し、小松谷の別荘から柳馬場丸太町下ル下吉野屋に借りた座敷に移る。延享5年4月18日（1748年5月15日）午前2時すぎ、弟の正竹や、息子の正甫、正周らに見守られ、「往時後悔なし」の言葉を残し死去した。
下村家の菩提寺は伏見深草の宝塔寺塔頭の圓妙院で、彦右衛門を含め下村家の代々の墓石や、大丸創業以来の店員の墓標が並ぶ。また東京の墓所として、池上本門寺に築かれている。

## 先義後利
彦右衛門は、道義を優先し利益を後回しにせよという荀子の言葉『先義後利』を理念に定めた。これは現在でも大丸の精神に受け継がれている。
「客には、相手に聞こえない場であっても敬称を付けるように」「大名の御用でも子供の使いでも、客に上下を付けてはならない」「（心斎橋の土地を買い付ける際に、安く買える方法を進言した支配人に対し）商品は5厘でも安く買え。しかし、家は売り手も苦しくなって手放すものであるから少し高めに買ってあげよ」など彦右衛門が日頃から語っていた言葉は次男の正周や弟の正竹により『遺訓諸録雑集』にまとめられた。彦右衛門の立志伝は『大丸繁盛記』として、幕末から大正初期にかけて講談で語られた。

## 家族

### 妻
政は京都五条富小路の商人である増地宗拙の娘で、従順温和な性格で先妻の子正甫を育て、病気がちな長右衛門の世話をし、家庭を守った。彦右衛門が隠居すると、44歳で仏門に入り知常の号を名乗る。彦右衛門の没後は、店を継いだ正甫を助け、家業の発展に尽くした。明和6年11月14日（1769年12月11日）、烏丸の本邸で倒れ、3日ほど床に伏したのち69歳の生涯を閉じた。

### 子
長男の正甫、次男の正周をはじめ7人の子がいた。正甫は先妻の子であり、正周以下は政の子である。正甫は正徳3年（1713年）に生まれ、童名を彦太郎、弥助、弥右衛門などとも称した。若いころから父や、彦右衛門の末弟の正竹のもとで商売を学んだが、闊達・気さくな性格で、商いには向いていた。江戸進出も31歳の時の正甫の発案で、自ら責任者として乗り込んだ。宝暦元年（1751年）には大阪の堂島にも店を開いたが、その翌年に京都の大文字（五山の送り火）を見物した帰りに病に倒れ、宝暦2年9月22日（1752年10月28日）に40歳で死去した。墓所は伏見の宝塔寺であるが、江戸店での業をたたえた石碑が浅草の実相寺に建てられた。1911年に、墓地移転に伴い池上本門寺に移されている。正甫の死去の後、その長男の兼保がまだ幼いうちに家業を継いだが、正周が看坊に就いた。正周は家訓の整理にも携わり、大丸の基礎を固めた一人である。